# Antido
René de Saussure en 1907 adoptó el nombre Antido para batallar contra el Ido, por eso el nombre anti- ("anti") + ido. luego él propuso para cambiar al Esperanto y finalmente en 1920, su proyecto se llamó Antido. Antido era proyecto lingüístico más cercano al "ortodoxa" Esperanto que el Ido. Él propuso cambios en la ortografía y en el sistema de correlativos y eliminando el acusativo
Antido también era llamado Lingwo Internaciona di Antido, Antido 1 y Nov-Esperanto.